# Coupe de Russie de football 2003-2004
Navigation
Coupe de Russie 2002-2003 Coupe de Russie 2004-2005
La Coupe de Russie 2003-2004 est la 12e édition de la Coupe de Russie depuis la dissolution de l'URSS.
Le Terek Grozny remporte la compétition face au Krylia Sovetov Samara et se qualifie pour le premier tour de la Coupe UEFA 2004-2005.
La compétition suivant un calendrier sur deux années, contrairement à celui des championnats russes qui s'inscrit sur une seule année, celle-ci se trouve de fait à cheval entre deux saisons de championnat ; ainsi pour certaines équipes promues ou reléguées durant la saison 2003, la division indiquée peut varier d'un tour à l'autre.

## Huitièmes de finale
| Club                       | Score  | Club                           | Aller | Retour   |
| -------------------------- | ------ | ------------------------------ | ----- | -------- |
| CSKA Moscou (D1)           | 5 - 0  | (D2) Ouralan Elista            | 4 - 0 | 1 - 0    |
| Dynamo Moscou (D1)         | 2 - 5  | (D1) Rotor Volgograd           | 2 - 0 | 0 - 4    |
| Saturn Ramenskoïe (D1)     | 2 - 6  | (D1) FK Rostov                 | 2 - 2 | 0 - 4    |
| Krylia Sovetov Samara (D1) | 1E - 1 | (D1) Zénith Saint-Pétersbourg  | 0 - 0 | 1 - 1    |
| Tom Tomsk (D2)             | 1 - 3  | (D1) Torpedo-Metallourg Moscou | 0 - 0 | 1 - 3    |
| Rubin Kazan (D1)           | 1 - 2  | (D1) Lokomotiv Moscou          | 1 - 1 | 0 - 1    |
| Alania Vladikavkaz (D1)    | 1 - 3  | (D1) Chinnik Iaroslavl         | 1 - 0 | 0 - 3 ap |
| Kouban Krasnodar (D1)      | 1 - 4  | (D2) Terek Grozny              | 0 - 3 | 1 - 1    |

## Quarts de finale
| Club                       | Score  | Club                           | Aller | Retour |
| -------------------------- | ------ | ------------------------------ | ----- | ------ |
| Chinnik Iaroslavl (D1)     | 4E - 4 | (D1) Lokomotiv Moscou          | 3 - 0 | 1 - 4  |
| Rotor Volgograd (D1)       | 2 - 3  | (D2) Terek Grozny              | 2 - 0 | 0 - 3  |
| Krylia Sovetov Samara (D1) | 3 - 1  | (D1) CSKA Moscou               | 2 - 1 | 1 - 0  |
| FK Rostov (D1)             | 0 - 3  | (D1) Torpedo-Metallourg Moscou | 0 - 3 | 0 - 0  |

## Demi-finales
| Club                           | Score | Club                       | Aller | Retour   |
| ------------------------------ | ----- | -------------------------- | ----- | -------- |
| Terek Grozny (D2)              | 2 - 1 | (D1) Chinnik Iaroslavl     | 0 - 0 | 2 - 1    |
| Torpedo-Metallourg Moscou (D1) | 2 - 4 | (D1) Krylia Sovetov Samara | 1 - 1 | 1 - 3 ap |

## Finale
| ·             |                     |     |
| Titulaires :  |                     |     |
|               |                     |     |
| 1             | Volodymyr Savchenko |     |
| 2             | Aleksandr Chmarko   |     |
| 3             | Deni Gaisumov       |     |
| 5             | Maksim Bokov        |     |
| 22            | Aleksandr Lipko     |     |
| 7             | Dmitri Khomukha     |     |
| 8             | Vladimir Skokov     | 79e |
| 15            | Viktor Boulatov     |     |
| 17            | Denis Kliouïev      |     |
| 9             | Andreï Fedkov       |     |
| 11            | Oleg Teriokhine     |     |
|               |                     |     |
| Remplaçants : |                     |     |
| 18            | Timour Djabraïlov   | 79e |
|               |                     |     |
| Entraîneur :  |                     |     |
| Vaït Talgaïev |                     |     |

| ·             |                    |     |
| Titulaires :  |                    |     |
|               |                    |     |
| 21            | Aleksey Polyakov   |     |
| 4             | Patrick Ovie       | 55e |
| 6             | Moises Pinheiro    |     |
| 28            | Aleksandr Anioukov |     |
| 50            | Rafael Schmitz     |     |
| 55            | Denis Kolodine     |     |
| 5             | Andreï Kariaka     |     |
| 9             | Dzyanis Kowba      |     |
| 11            | Andreï Tikhonov    | 41e |
| 23            | Ognjen Koroman     | 83e |
| 32            | Robertas Poškus    |     |
|               |                    |     |
| Remplaçants : |                    |     |
| 17            | Sergueï Vinogradov | 41e |
| 8             | Souza              | 55e |
| 3             | Leilton            | 83e |
|               |                    |     |
| Entraîneur :  |                    |     |
| Gadji Gadjiev |                    |     |

| ·             |                     |     |
| Titulaires :  |                     |     |
|               |                     |     |
| 1             | Volodymyr Savchenko |     |
| 2             | Aleksandr Chmarko   |     |
| 3             | Deni Gaisumov       |     |
| 5             | Maksim Bokov        |     |
| 22            | Aleksandr Lipko     |     |
| 7             | Dmitri Khomukha     |     |
| 8             | Vladimir Skokov     | 79e |
| 15            | Viktor Boulatov     |     |
| 17            | Denis Kliouïev      |     |
| 9             | Andreï Fedkov       |     |
| 11            | Oleg Teriokhine     |     |
|               |                     |     |
| Remplaçants : |                     |     |
| 18            | Timour Djabraïlov   | 79e |
|               |                     |     |
| Entraîneur :  |                     |     |
| Vaït Talgaïev |                     |     |

| ·             |                    |     |
| Titulaires :  |                    |     |
|               |                    |     |
| 21            | Aleksey Polyakov   |     |
| 4             | Patrick Ovie       | 55e |
| 6             | Moises Pinheiro    |     |
| 28            | Aleksandr Anioukov |     |
| 50            | Rafael Schmitz     |     |
| 55            | Denis Kolodine     |     |
| 5             | Andreï Kariaka     |     |
| 9             | Dzyanis Kowba      |     |
| 11            | Andreï Tikhonov    | 41e |
| 23            | Ognjen Koroman     | 83e |
| 32            | Robertas Poškus    |     |
|               |                    |     |
| Remplaçants : |                    |     |
| 17            | Sergueï Vinogradov | 41e |
| 8             | Souza              | 55e |
| 3             | Leilton            | 83e |
|               |                    |     |
| Entraîneur :  |                    |     |
| Gadji Gadjiev |                    |     |